# Lady Hamiltonová
Emma, lady Hamiltonová (narozena jako Amy Lyonová asi 26. dubna 1765, Ness, Cheshire – 15. ledna 1815, Calais) byla manželka britského diplomata Williama Hamiltona a milenka admirála Horatio Nelsona. Jako proslulá kráska své doby byla námětem četných výtvarných děl.

## Život

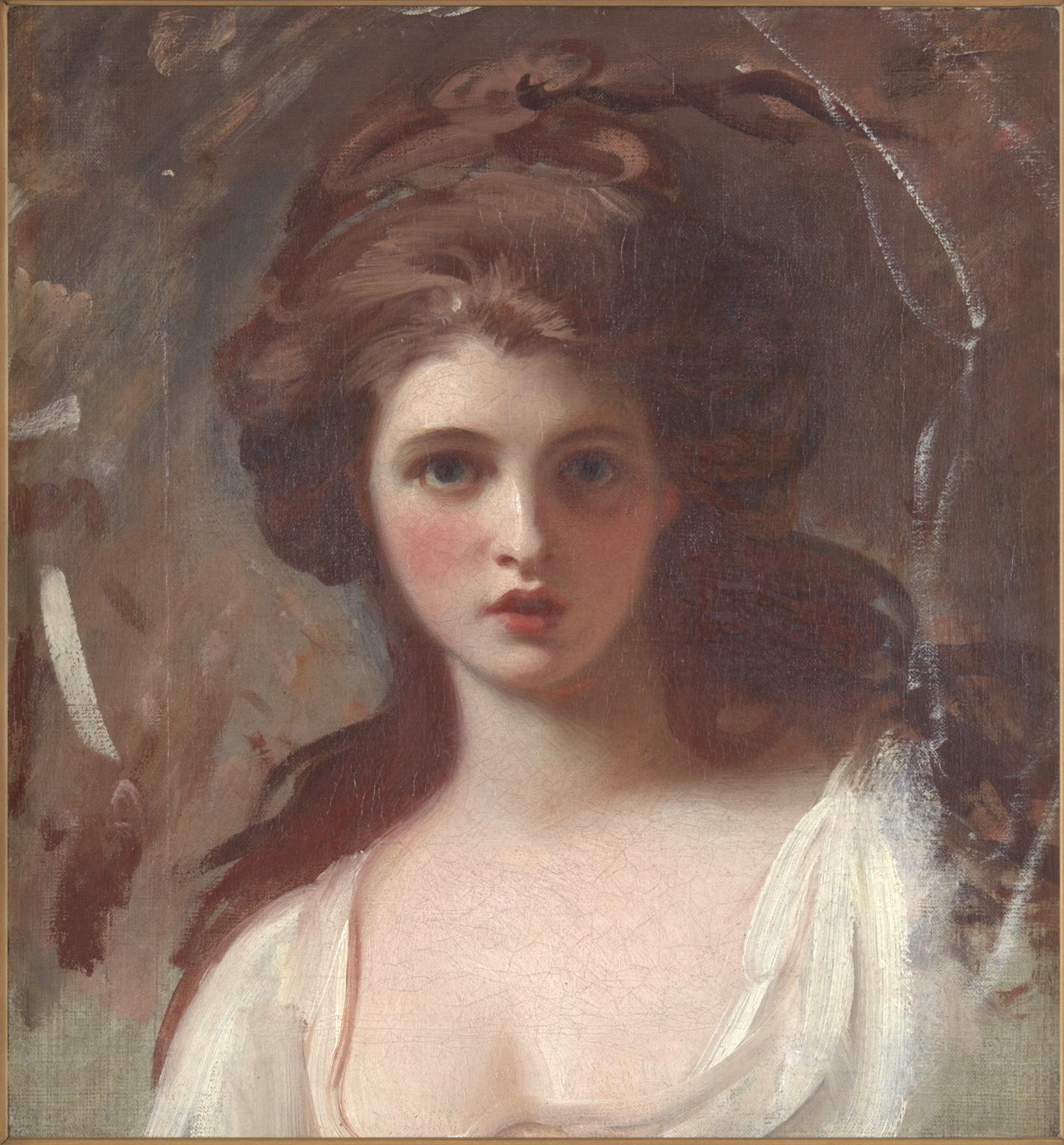
George Romney: Lady Hamiltonová jako Kirké, 1782.

Pocházela z rodiny vesnického kováře, který zemřel krátce po jejím narození. Nechodila do školy, už od dětství pracovala jako služebná. Od čtrnácti let žila v Londýně, jejím milencem byl zámožný šlechtic sir Harry Fetherstonhaugh, s nímž měla dceru Emmu. Sir Harry se přestal o Emmu starat a vyhostil ji ze svého sídla. Emma se vrhla do náruče Charlese Grevilla. Ten se postaral o ni i o její dceru. Pohybovala se v uměleckém světě jako tanečnice a zpěvačka, představovala v živých obrazech hrdinky antické mytologie. Jako modelku ji využívali přední malíři: Joshua Reynolds, George Romney, Élisabeth Vigée-Lebrun. V roce 1791 se provdala za Grevilleova strýce, archeologa a britského vyslance v Neapoli Williama Hamiltona, který byl o 35 let starší. Byla hvězdou neapolské společnosti, okouzlila i Goetha, přátelila se s královnou Marií Karolinou a využila svého vlivu například k tomu, aby neapolská vláda poskytla Angličanům podporu před bitvou u Abukiru. V roce 1793 se seznámila s admirálem Nelsonem a navázala s ním bouřlivý milostný vztah, který pokračoval i po návratu Hamiltonových do Anglie a vyústil v narození dcery Horatie. V roce 1803 zemřel William Hamilton a v roce 1805 padl v bitvě u Trafalgaru Horatio Nelson. Ačkoli ve své závěti Nelson žádal, aby se stát o paní Hamiltonovou postaral, vláda jí odmítla vyplácet penzi vzhledem k nelegitimní povaze jejich vztahu. Hamiltonová upadla do bídy a stala se alkoholičkou. Zemřela na infekci měňavkou úplavičnou ve Francii, kam prchla před anglickými věřiteli, ve věku 49 let.
Lady Hamiltonová je hrdinkou románů Alexandre Dumase staršího Hrdina nilský a Paměti milostnice, o jejím životě vznikly filmy The Romance of Lady Hamilton (1919) (titulní role Malvina Longfellow), Lady Hamiltonová (1921) (titulní role Liane Haid), The Divine Lady (1929) / Nekorunovaná královna (titulní role Corinne Griffith), Lady Hamiltonová (1941) (titulní role Vivien Leighová) a Lady Hamiltonová (1968) (titulní role Michele Mercierová).